# IC 1036
IC 1036 ist eine Spiralgalaxie vom Hubble-Typ S im Sternbild Bärenhüter am Nordsternhimmel. Sie ist rund 408 Millionen Lichtjahre von der Milchstraße entfernt.
Das Objekt wurde am 13. Juni 1892 von Stéphane Javelle entdeckt.